# 快打旋風 X 鐵拳
《街頭霸王 X 鐵拳》，是由日本卡普空與萬代南夢宮公司於2012年推出的格鬥遊戲，為街頭霸王和鐵拳融合的格鬥遊戲，《街頭霸王》普遍被认为是雙人對戰格斗游戏的始祖之一，1987年時大型電玩機台仍以射擊或動作等單人遊戲為主，雙人對戰作品並不多見。
《街頭霸王 X 鐵拳》運用《街頭霸王4》所使用的遊戲引擎與繪圖技術，將三島一八與妮娜等鐵拳角色以相同畫風轉入街頭霸王的世界，並保留每人獨特的招式與必殺技與街頭霸王系列經典對手展開終極的格鬥對戰。除了強化既有對戰模式之外，並加入全新的「搭檔組隊」模式，讓玩家選2位角色組隊，在比賽中施展暈眩助攻以及特殊組合技。

## 评价
中国大陆《游戏机实用技术》杂志为游戏打出24分。

## 外部連結
- 官方网站 （英文）
- 官方网站 （日語）